# دليل جنائي
عرف الإنسان الجريمة منذ فجر البشرية منذ هابيل وقابيل حيث وقعت أول جريمة قتل في التاريخ الإنساني. وكلما تعددت وسائل وأساليب الجرائم من قتل أو سرقة أو نصب أو سطو مسلح أو إرهاب.. كلما تطورت وسائل الكشف عنها. لهذا تعتبر علوم الأدلة الجنائية محصلة هذه الجرائم تتطور معها في طرق الكشف عنها والوقاية منها والبحث وراء الحقيقة وتعقب المجرمين.

## بصمات الأصابع

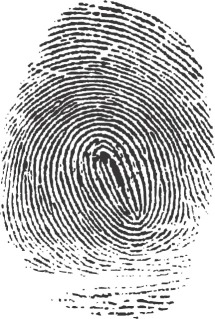
بصمة الأصبع

لقد مضي مائة عام علي اعتبار بصمات الأصابع كدليل جنائي أمام المحاكم. والآن تعتبر بصمة DNA بالدم أحد الوسائل لتحديد هوية الأشخاص. لأن هذه البصمات DNA مبرمجة على حواسيب لملايين الأشخاص العاديين والمجرمين والمشتبه فيهم. ولن يمر هذا العقد إلا ويكون لكل شخص بصمته DNA محفوظة في السجلات المدنية ومصالح الأدلة الجنائية.
وكان الصينيون واليابانيون قد اتبعوا بصمة الأصابع منذ 3 آلاف سنة في ختم العقود. وفي القرن 19 استخدم الإنجليز البصمات عندما كانوا في إقليم البنغال بالهند للتفرقة بين المساجين والعمال هناك. لأنهم اكتشفوا أن البصمات لا تتشابه من شخص لآخر ولا تورث حتى لدي التوائم المتطابقة (المتشابهة). لهذا أصبح علم البصمات واقعا في عالم الجريمة.وكانت تضاهي يدويا وبالنظر بالعدسات المكبرة. والآن يكتشف تطابق بصمات الأصابع بوضعها فوق ماسح إلكتروني حساس للحرارة. فيقرأ التوقيع الحراري للإصبع. ثم يقوم الماسح بصنع نموذج للبصمة ومضاهاتها بالبصمات المخزونة. وهناك ماسح آخر يصنع صورة للبصمة من خلال التقاط آلاف المجسات بتحسس الكهرباء المنبعثة من الأصابع. وكان يواجه الطب الشرعي مشكلة أخذ البصمات لأصابع الأموات حتى بعد دفنهم. لأنها ستكون جافة. لهذا تغمس في محلول جليسرين أو ماء مقطر أو حامض لاكتيك لتطري. ولو كانت أجهزة اليد مهشمة أو تالفة.. يكشط جلد الأصابع ويلصق فوق قفاز (جوانتي) طبي. ثم تؤخذ البصمة.
وفي عام 1248 ظهر أول كتاب صيني بعنوان (غسيل الأخطاء) فيه كيفية التفرقة بين الموت العادي والموت غرقا. وهذه تعتبر أول وثيقة مكتوبة حول استخدام الطب الجنائي في حل ألغاز الجرائم. ومنذ عام 1910 أخذت الأدلة الجنائية تضع في الحسبان الآثار التي يخلفها المجرمون وراءهم في مسرح الجريمة رغم عدم وجود آثار بصمات أصابع لهم. فلقد اتخذ الشعر والغبار وآثار الأقدام والدهانات أو التربة أو مخلفات النباتات أو الألياف أو الزجاج كدلائل استرشادية للتوصل إلى المجرمين. ويمكن جمع بعض الآثار من مكان الجريمة بواسطة مكنسة تشفط عينات نادرة من هذه المواد وقد تكون قد علقت بإقدام المشتبه فيهم.

## بصمة العرق
أمكن تحليل عرق الأشخاص بواسطة التحليل الطيفي للتعرف علي عناصره. لأن العرق اكتشف أن لكل شخص بصمة عرق خاصة به تميزه. ويعتبر رائحة العرق أحد الشواهد في مكان الجريمة لهذا تستخدم الكلاب البوليسية في شمها والتعرف علي المجرم من رائحته.
حقيقة في الماضي لم تكن الأدلة الجنائية تستطيع الحصول علي دليل لا يري بالعين المجردة حتى أخترعت الأجهزة التي أصبحت تتعرف عليه وتراه. فالعدسات المكبرة كانت أول أداة استخدمت. وما زالت تستخدم في مسرح الجريمة كفحص أولي سريع.ولقد استخدمت عدسات الميكروسكوب الضوئي المركب لتكبير صور الأشياء أكبر بعشر مرات من العدسة المكبرة العادية. وفي عام 1924 استخدم الميكروسكوب الإلكتروني الماسح وأعطي صورا ثلاثية الأبعاد مكبرة لأكثر من 150 ألف مرة. وهذه الطريقة تستخدم في التعرف علي الآثار الدقيقة من المواد كالدهانات أو الألياف.

## بصمة الشعر
يعتبر الشعر من الأدلة القوية ولاسيما وأنه لا يتعرض للتلف مع الوقت. فيمكن من خلاله التعرف علي هوية الضحية أو المجرم. وقد أخذ دليل بصمة الشعر أمام المحاكم عام 1950. والآن أي عينة شعر توضع في قلب مفاعل نووي ليطلق النيترونات عليها. فتتحول كل العناصر النادرة بالشعر إلى مواد مشعة حتى ولو كانت نسبة المادة جزءا من مليار جزء من الجرام. وفي كل شعرة يوجد 14 عنصرا نادرا. وواحد من بين مليار شخص يتقاسم تسعة عناصر من هذه العناصر.
وفي عام 1895 أستخدم التحليل الطيفي بواسطة المطيافات التي تطلق الضوء علي المادة المراد تحليلها من خلال التعرف علي الخطوط السوداء التي تعتبر خطوط امتصاص لألوان الطيف. وكل مادة لها خطوطها التي من خلالها يتم التعرف عليها. والشعر كغيره من الألياف الصناعية والطبيعية كالنايلون أو الرايون أو القطن يمكن أن يعطي نتائج مبهمة في الطب الشرعي. لأن كل الألياف تتكون من سلاسل جزيئات معقدة وطويلة جدا. لكن يمكن التعرف علي أجزاء منها تحت الميكروسكوب الضوئي العادي أو الإلكتروني أو الذي يعمل بالأشعة دون الحمراء. كمايمكن مضاهاة ألوان هذه الألياف بالكومبيوتر. (وأن فحص عينة الشعرة القياسية تتم عن طرق النزع لأحتوائه على بصلة الشعرر)

## بصمة الحمض النووي(DNA)
أصبحت تكنولوجيا الدنا أحد الأدلة الرئيسية في علم الطب الشرعي الذي يعتمد حاليا علي لغة الجينات. وبات جزيء (DNA) كبنك معلومات جينية عن أسلافنا وأصولهم حيث يعطينا هذه المعلومات كمعطيات سهلة وميسرة وبسرعة.
وفي عام 1984.. ظهر التقدم في فحص جزيء (DNA) في دماء الأشخاص والتعرف من خلاله على الأفراد. وتعتبر بصمة (DNA) أداة قوية ودامغة للتعرف من خلالها على هوية الأشخاص والمجرمين والمشتبه فيهم.فلقد اكتشف علماء الجينات والوراثة أن ثمة مناطق متقطعة في أجزاء الاتصال بكل دنا. فتوجد في هذه الأجزاء أطوال قصيرة متكررة عدة مرات في الشفرة الوراثية. كما وجد أن هذه الأجزاء المتكررة والمتقطعة لها بصمة وحيدة لكل شخص أشبه بتفرد بصمات أصابع اليد. إلا أن هذه البصمة (DNA) متطابقة لدي التوائم المتطابقة. وأمكن تصوير هذه البصمة بأشعة اكس ورفعها على أفلام حساسة. وتعتبر البصمة (DNA) هي البصمة التي ستتبع في الألفية الثالثة. لأنها أقوى أداة للتعرف من خلالها على المجرم والكشف عنه من خلال رفع بصمة دناه من آثار دمه في مسرح الجريمة حتى ولو كانت من بقعة دمية متناهية. ثم مضاهاتها بملايين البصمات (DNA)والمخزنة في أجهزة الكومبيوترات الجنائية وفي بنوك (DNA). وأي بصمة (DNA) سيمكن التعرف عليها وعلى صاحبها في ثوان.

## تحديد الهوية
لم تعد مصالح الأدلة الجنائية تستكفي ببصمات الأصابع فقط. كما كان ذي قبل. لكنها تستخدم آليات وتقنيات متنوعة تطورت مع تطور العلوم. فتستخدم حاليا بصمات كف اليد أو مفاصل الأصابع أو بصمة العينين والأذنين أو حتى البصمة الصوتية والتحليل الصوتي أو سمات الوجه وآخرها كانت بصمة الدنا. فنحن فعلا نعيش عصر الأمن من خلال العلم الذي يسعى علماؤه جاهدين لوضع طرق أساليب جديدة ومتنوعة لحمايتك أو حماية ممتلكاتك.
وكانت الحماية الأمنية للممتلكات تتمثل في القفل والمفتاح المعدني وهي طريقة عملية للتأمين ضد السرقة إلا لو سرق المفتاح أو قلد. ويوجد الكروت المشفرة التي توضع في القفل الإلكتروني لفتح الأبواب أو استعمالها في ماكينات صرف النقود بالبنوك بعد إدخال الرقم السري ورغم هذا فان اللصوص والإرهابيين يمكنهم اختراق هذه الحماية الإلكترونية.
وفي المطارات والموانئ تتم المراجعة البشرية للجوازات والتدقيق في الصور بها بواسطة رجال الجوازات. لكن علم القياس الحيوي دخل في هذه العملية لتجنب المراجعة البشرية لجوازات السفر أو البطاقات الشخصية لتفادي الأخطاء البشرية. فتوضع البطاقة الشخصية أو الجواز داخل أجهزة إلكترونية للتدقيق فيهما والتعرف علي الأشخاص الحاملين لهما من خلال مقاييس وعلامات دقيقة.فمثلا ماكينة صرف النقود بالبنوك سوف تتعرف علي شخصيتك قبل الضغط علي زر السحب. والهواتف حاليا تعطيك رقم الطالب وشخصيته. وبعض المصاعد لا تفتح أبوابها إلا بعد التعرف علي الأشخاص من صور وجوههم أو نبرات أصواتهم أو عن طريق وضع بطاقة ذكية مبرمجة.
فالشركات الكبرى توجه أموالها للاستثمار في تطوير وسائل الحماية والوقاية الأمنية عن طريق المقاييس الحيوية. وفي أمريكا تطورت مصلحة الهجرة والأدلة الجنائية في تطوير وسائل التعرف علي المتسللين والمجرمين والإرهابيين وحماية أجهزة الكومبيوترات وشبكات الإنترنت.
والمقاييس الحيوية لا تتطلب علوما جديدة للبحث فيها. وفي كل سجون أمريكا توجد هذه الأجهزة القادرة علي تمييز المساجين من الزائرين للسجون بسهولة وسرعة حتى لو اندسوا بينهم. وفي سجون أيرلندا وإنجلترا توجد هذه الأجهزة في السجون للتعرف علي العاملين بها بعدة طرق.
وفي أمريكا توجد ماكينات صرف النقود تتعرف علي العملاء من خلال بصمات عيونهم والتحقق من القزحية. وهذه التقنية تستخدمها السلطات الجنائية الأمريكية في إدارات تحقيق الشخصية وهوية الأشخاص منذ عام 1980.لأن قزحية العين أشبه ببصمة الأصابع. فلكل شخص له بصمته اليدوية والقزحية. حتى ولو كانت بصمات المواليد. لأن هاتين البصمتين تظلان مع المولود من المهد إلى اللحد ولا تتغيران بالمرض أو الشيخوخة. فيمكن النظر في جهاز التعرف علي القزحية وهو أرخص من جهاز الماسح لشبكية العين. وهذه الأجهزة تركب حاليا في ماكينات صرف النقود بالبنوك. وتقنية التعرف علي قزحية العين استخدمت مؤخرا في الدورة الأوليمبية بسيدنى للتعرف من خلالها علي هوية اللاعبين بها. وبصمة العين لا تطابق في أي عين مع عين شخص آخر. حتى العين اليمني في الشخص الواحد لا تتطابق مع العين اليسرى. وقزحية العين بها 266 خاصية قياسية عكس بصمات الأصابع التي بها 40 خاصية قياسية يمكن التعرف عليها. ويمكن التعرف علي بصمة العينين من خلال كاميرا علي بعد 3 أقدام. وتستخدم في التعرف علي الخيول المشاركة في السباقات باليابان.
والآن تتطور تقنية التعرف علي الأشخاص. فلدى الشرطة أجهزة يمكن التعرف علي هوية الشخص بالشارع وفي ثوان. كما أن هذه الأجهزة تباع في المحلات لتركب علي أبواب العمارات والمصاعد والمباني العامة والخاصة. وفي السيارات توجد هذه الأجهزة فتتعرف علي شخصية صاحبها من رائحة عرقه أو صوته أو نظره. ولو حاول أحد اللصوص قيادتها تفككت السيارة واتصلت الأجهزة بالشرطة. وهذه الأجهزة سوف توضع حول أسوار الحدائق العامة أو الخاصة. فإذا حاول الأطفال الخروج منها أطلقت تحذيراتها الصوتية لتنبيه المشرفين عليها. وتوجد حواسيب لا تعمل إلا بعد أن تتعرف أزرارها علي بصمة صاحبها حيث يوجد جهاز ماسح دقيق أو قارئ دقيق للبصمة ويوضعا في لوحة المفاتيح وهو رخيص ويباع حاليا. وهذه الأجهزة سوف تحقق حماية كبيرة لأجهزة الكومبيوترات بالشركات الكبرى والمؤسسات الأمنية. وهناك مسدسات لا تطلق أعيرتها إلا بعد أن يتعرف زرار الإطلاق علي بصمة صاحبه.
وفي المتاجر الكبرى لن يخرج أي شخص من أبوابها ببضاعة إلا بعد دفع ثمنها. لأن كل سلعة عليها بطاقة لاصقة ذكية (الباركود) وعندما يدفع ثمنها تلغي هذه التحذيرات فيمر الشخص من أمام أجهزة المراقبة علي الأبواب دون إطلاق صيحة إنذار للمشرفين. وبهذه الأجهزة يمكن تحديد عدد المرات التي زرت فيها المحل وأي الأقسام اشتريت منها.

## بصمات الصوت
عند التسوق بواسطة الهاتف فان العاملة أو جهاز التسجيل يتلقى رقم بطاقتك الائتمانية والمعلومات حول التحقق من شخصيتك. وهذه المعلومات يمكن استغلالها في السطو علي حسابك في البنك وسحب أموال علي بطاقتك دون علمك. ولهذا أضيفت بصمة الصوت عن طريق جهاز خاص. فلا يمكن لأي شخص لديه هذه المعومات سحب أي أموال إلا بالبصمة الصوتية التي يتحكم فيها نبرات وطبقات صوتك والتي لا يمكن تقليدها. لأن هذه التقنية تعتمد علي الأحبال الصوتية وتجويف الأنف والفم. وهذه التقنية شائعة في البيوت بأمريكا. فعندما تقول : افتح يا سمسم. ينفتح لك الباب أتوماتيكيا. لأن الجهاز يتعرف علي نبرات صوتك ويسجلها بذبذبة ترددية واحد علي ألف من الثانية. ولقد أخترعت تليفونات محمولة لا تعمل إلا من خلال نبرات صوت صاحبها ولا تعمل مع آخرين..لكن أحد المليارديرات وضع ملايينه في بنك بسويسرا وكان يعتمد علي بصمة صوته إلا أنه أصيب بالشلل في أحباله الصوتية فضاعت أمواله لأنها ظلت حبيسة بالبنك.
وتستخدم هندسة اليد في التعرف علي الهوية. ويتم هذا بإدخال اليد في جهاز يقيس أصابعك وكف يدك بدقة لأن كف كل شخص له سماته الخاصة وهي أشبه بسمات الأصابع مع التعرف علي الأوردة خلف راحة اليد. وهي دلائل تأكيدية لبصمة الكف والأصابع.
وتوقيعك على الأوراق والمستندات والشيكات له سماته الشكلية والهندسية المميزة. وبصمة توقيعك لا يتعرف عليها من خلال الشكل الظاهري لها فقط.فهناك أجهزة تتعرف علي (فورمة) توقيعك وشكله وطريقة ووقت ونقاط الكتابة وسرعة القلم. حتى الكتابة علي الآلة الكاتبة. فيمكن معرفة أي الأصابع تستعملها وطريفة الضغط علي كل مفتاح. لأن طريقة استعمل لوحة المفاتيح تختلف من شخص لآخر. وكل ماكينة آلة كاتبة لها بصمات حروفها. لهذا كانت بصمة الحروف تؤخذ بواسطة رافعي البصمات لدي المباحث الجنائية ويدون اسم صاحب الآلة حتى لا يكتب عليها منشورات سرية أو خطابات تهديدية ويمكن من بصمات الحروف التعرف علي كاتبها. والآن يوجد التوقيع الرقمي (الإلكتروني) حيث يوقع الشخص فوق قرص رقمي أو باستعمال قلم خاص. ويمكن التوقيع علي الإنترنت علي الوثائق أو العقود. ويمكن التوقيع به علي طلبات القبض أو الحضور للمتهمين.
ولكل شخص طريقة مشي ويمكن تفحص طريقة مشيك من خلال التصوير بالفيديو أو قياس ذبذبات الأرض أثناء المشي للتعرف علي هوية الشخص. وهذا علم كان لدي العرب يسمونه القيافة. والكلاب عندما تضع آذانها علي الأرض تتعرف علي أًصحابها والأغراب من طريقة المشي وصوت ذبذباته فتنتفض فجأة.
والآن تجري الأبحاث للتعرف علي سمات الأشخاص من خلال سمات الوجه.ففي المطارات سوف يؤخذ المشتبه فيهم لأجهزة للتعرف علي ملامح وجوههم. وهناك أجهزة تصور المارين بالصالات بالمطارات للتعرف علي المجرمين المسجلين من خلال أنوفهم وعيونهم وأفواههم. وهذه ملامح لا تتغير مع الوقت أو بالسن. وصورة الوجه تحلل برمجيا من خلال فحص حوالي 50 نقطة حول الأنف والفم والحاجبين وبعض أجزاء الوجه. ويرصد الجهاز المصور الشخص من حركة رأسه إلا أن التوائم المتطابقة والأشخاص الذين يطلقون لحاهم أو يزداد وزنهم يشكلون عائقا للكشف عن شخصياتهم. وفي ماليزيا يصور كل شخص عند تسليمه حقائبه بالمطارات. وفي دراسة وجد أن الأشخاص يمكن التعرف عليهم من خلال كرمشة وثنيات الجلد بأيديهم. ويقال أن مطاعم الوجبات السريعة سيمكنها التعرف علي زبائنها من خلال تصوير طريقة قضم سندوتشات الهامبورجر وبقايا الأطعمة في الأطباق.

## مقالات ذات صلة
- مسرح جريمة
- علم أحياء الأدلة الجنائية
- علم المقاييس الحيوية

1. ↑  "معلومات عن دليل جنائي على موقع d-nb.info". d-nb.info. مؤرشف من الأصل في 2019-10-01.
2. ↑  "معلومات عن دليل جنائي على موقع jstor.org". jstor.org. مؤرشف من الأصل في 2020-05-12.